# Шлеммин
Шлеммин (нем. Schlemmin) — община в Германии, в земле Мекленбург-Передняя Померания.
Входит в состав района Северная Передняя Померания. Подчиняется управлению Рибниц-Дамгартен. Население составляет 310 человек (на 31 декабря 2010 года). Занимает площадь 21,83 км².

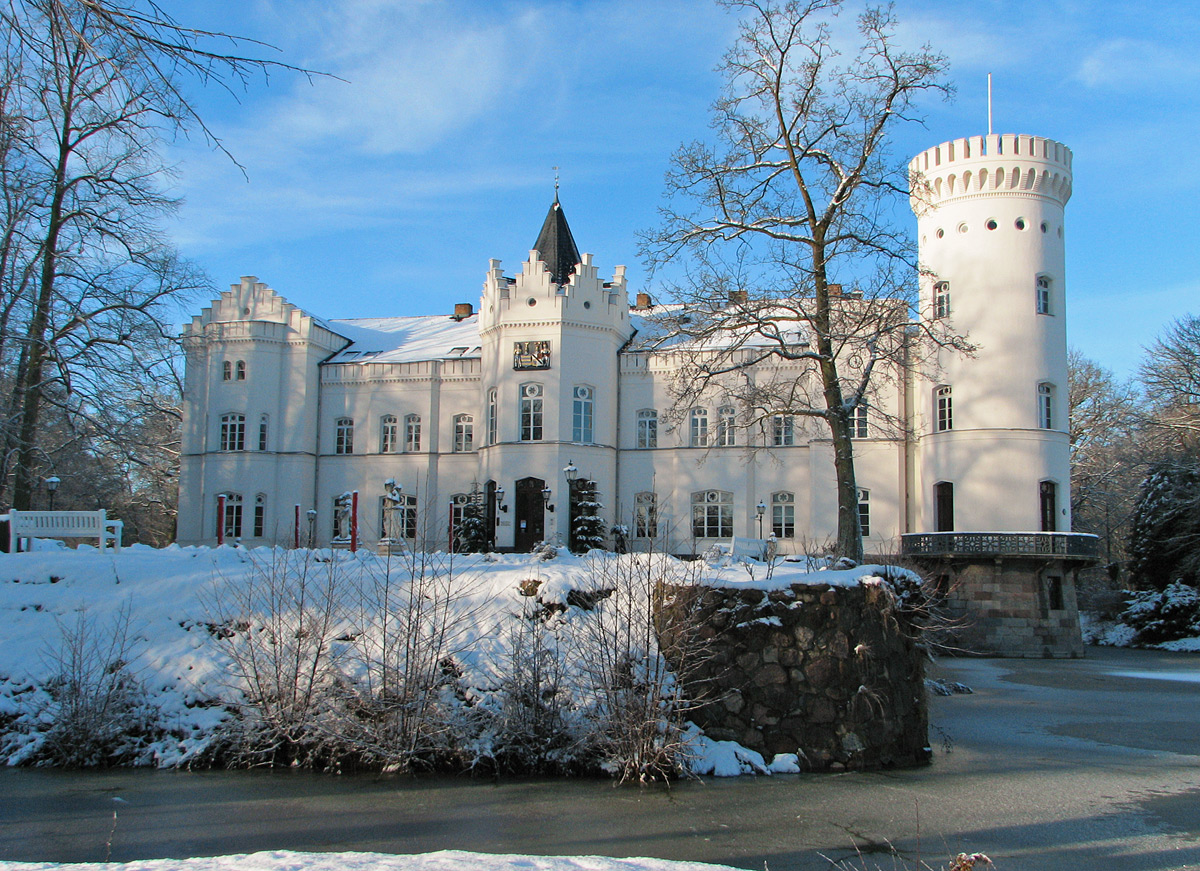
Замок
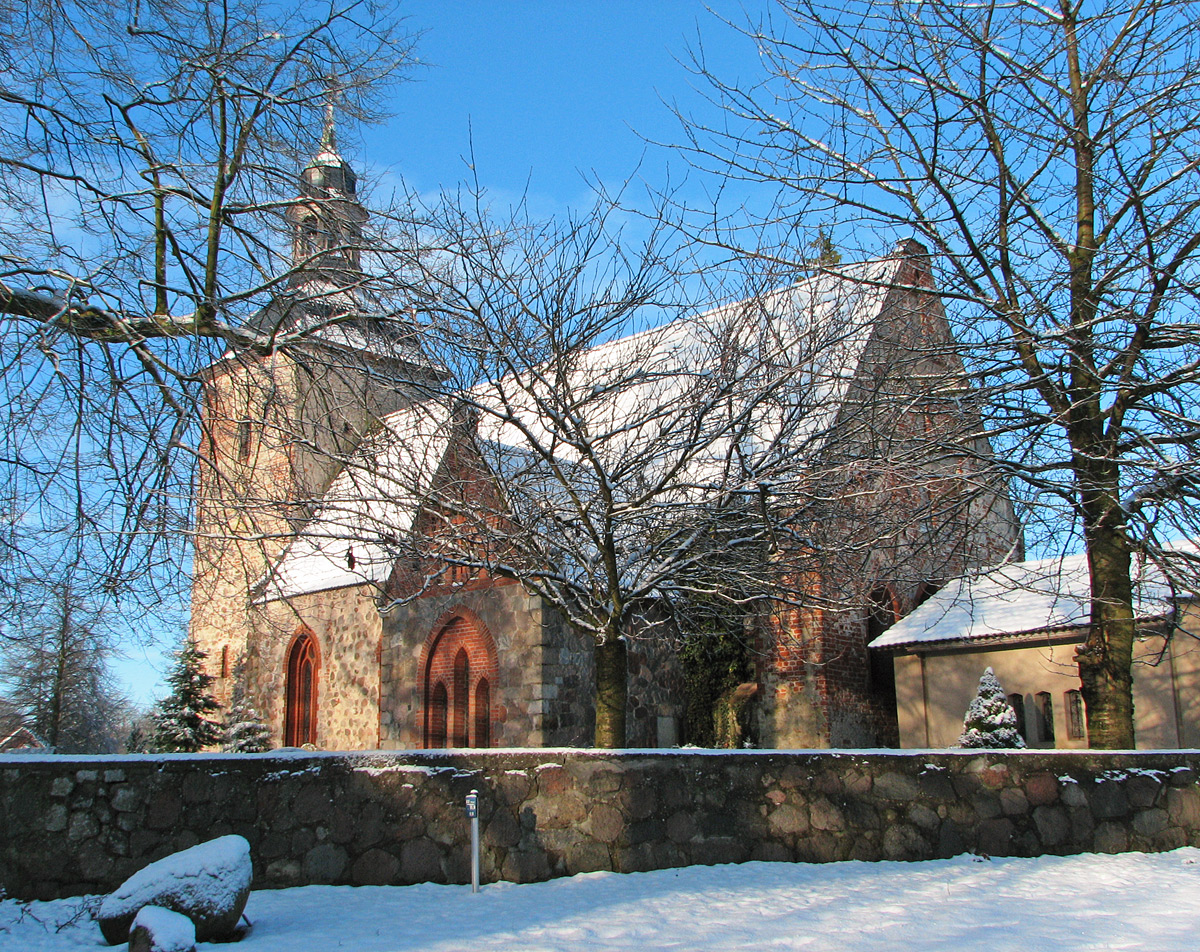
Шлеммин